# Entedon fursovi
Entedon fursovi är en stekelart som beskrevs av Alex Gumovsky 1996. Entedon fursovi ingår i släktet Entedon och familjen finglanssteklar. Inga underarter finns listade i Catalogue of Life.